# Communauté de communes de la Vallée de la Cleurie
La Communauté de communes de la Vallée de la Cleurie est une ancienne communauté de communes française, qui était située dans le département des Vosges en région Lorraine.

## Histoire
L'Établissement public de coopération intercommunale (EPCI) est née en novembre 1996 sur les bases de l'association loi 1901 PREVVAC (association pour la PREservation et la Valorisation de la VAllée de la Cleurie). 
Le 1er janvier 2014, elle fusionne avec la Communauté de communes des vallons du Bouchot et du Rupt pour former la Communauté de communes Terre de Granite.

## Composition
Elle était composée des 4 communes suivantes :
1. Cleurie (siège) ;
2. Le Syndicat ;
3. Saint-Amé ;
4. La Forge.

## Budget et fiscalité
- Total des produits de fonctionnement : 450 000 euros, soit 83 euros par habitant
- Total des ressources d’investissement : 316 000 euros, soit 58 euros par habitant
- Endettement : 354 000 euros, soit 65 euros par habitant[2].

## Administration
| Période                                  | Période | Identité        | Étiquette | Qualité                        |
| ---------------------------------------- | ------- | --------------- | --------- | ------------------------------ |
| Les données manquantes sont à compléter. |         |                 |           |                                |
|                                          |         | Patrick Lagarde | UMP       | Maire de Cleurie (depuis 2001) |